# Peter Knapp (Bildhauer)

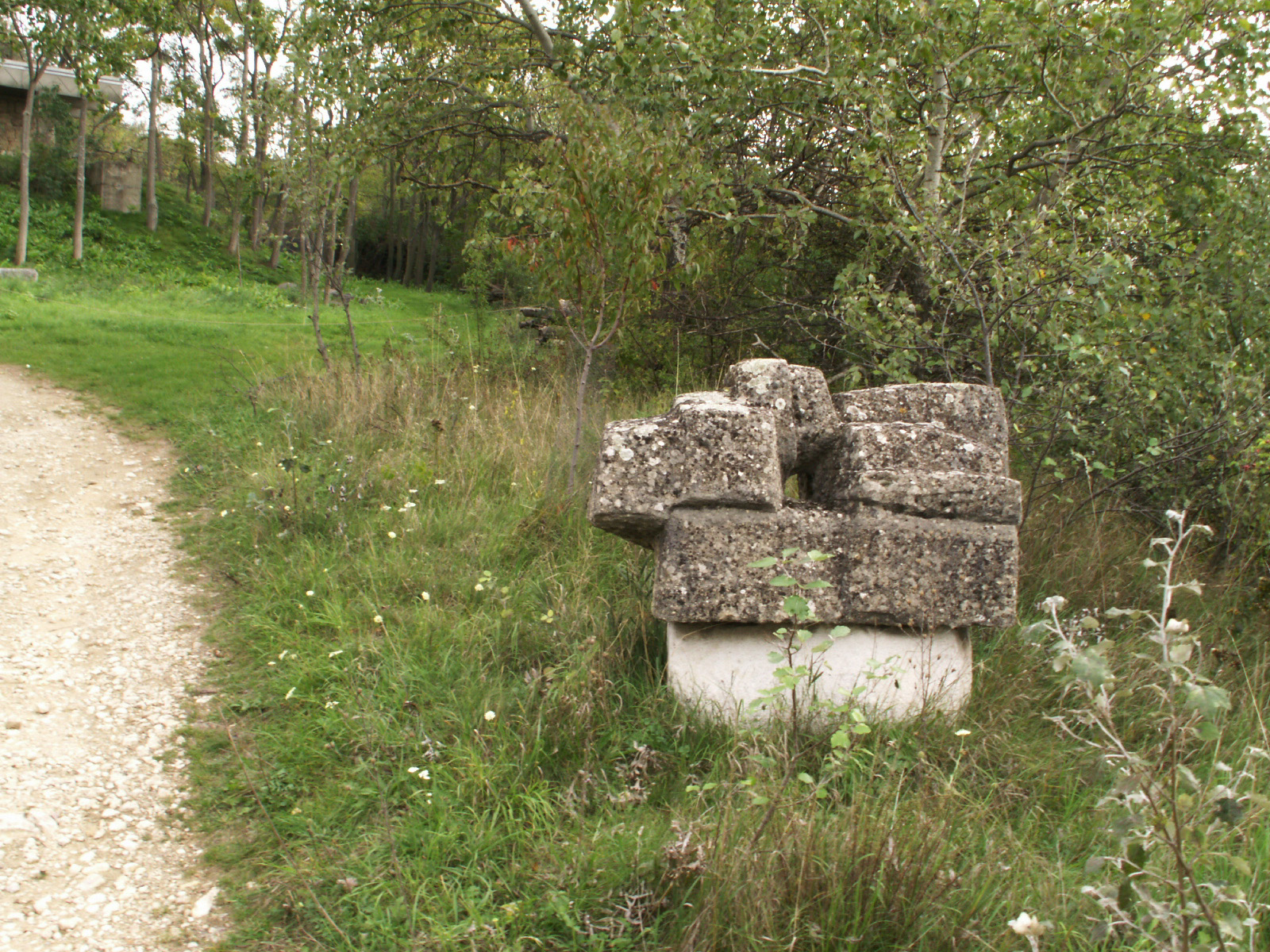
Ohne Titel (1964), Sankt Margarethen im Burgenland

Otto Peter Knapp (* 21. Januar 1939 in Frankfurt am Main; † 23. August 1978 in Limburg an der Lahn) war ein deutscher Bildhauer.

## Leben und Werk
Knapp war von 1959 bis 1960 Steinhauer. Ab 1960 studierte er Bildhauerei bei Otto Baum und Rudolf Hoflehner an der Kunstakademie Stuttgart. 1963 unternahm er eine Studienreise nach Griechenland. Anschließend arbeitete er in einem  Atelier in Frankfurt am Main und später in Berzhahn. 1964 nahm er am Bildhauersymposion St. Margarethen von  Karl Prantl in Sankt Margarethen im Burgenland in Österreich teil. Knapp bearbeitete seine Werksteine händisch mit Steinmetzwerkzeugen und schuf bis zu seinem Tod 1978 mehr als zweihundert Skulpturen, vornehmlich aus Marmor.
2009 hielt die Galerie M50 in Frankfurt am Main eine Ausstellung Hommage an Peter Knapp ab.

## Werke (Auswahl)
- 1964 Ohne Titel, Symposion Europäischer Bildhauer in Sankt Margarethen im Burgenland
- 1973 Marmor nr. 126, Gießener Kunstweg in Gießen
- 1977 Streichelsteine (Muschelkalk), Große Bockenheimer Straße in Frankfurt am Main